# لاکن (ویرجینیای غربی)
لاکن (به انگلیسی: Lakin) یک منطقهٔ مسکونی در ایالات متحده آمریکا است که در شهرستان ماسون، ویرجینیای غربی واقع شده‌است. لاکن ۱۸۴٫۱ متر بالاتر از سطح دریا واقع شده‌است.